# فرودگاه بوناونچر
فرودگاه بوناونچر (به انگلیسی: Bonaventure Airport) یک فرودگاه همگانی با کد یاتا YVB است که یک باند فرود آسفالت دارد و طول باند آن ۱۸۲۴ متر است. این فرودگاه در کشور کانادا قرار دارد و در ارتفاع ۳۷ متری از سطح دریا واقع شده‌است.

## شرکت‌های هواپیمایی و مقصدهای پروازی
| شرکت‌های هواپیمایی | مقصدهای پروازی                                       |
| ----------------- | ---------------------------------------------------- |
| Pascan Aviation   | ایلس-د-لا-مادلین، مونترآل/سن-اوبر، ژان لوساژ شهر کبک |